# Rio Negro (departamento)
Rio Negro (em castelhano: Río Negro) é um departamento do Uruguai, sua capital é a cidade de Fray Bentos.

## Principais cidades
- Fray Bentos
- Young (Río Negro)